# Соломин, Виталий Иванович
Вита́лий Ива́нович Соло́мин (16 июля 1928 — 26 апреля 2020) — советский и российский учёный, академик РААСН, специалист в области строительной механики зданий и сооружений.

## Биография
Родился 16 июля 1928 года в деревне Большой Миклянур.
В 1952 году окончил Уральский индустриальный институт им. С. М. Кирова в Свердловске по специальности «строительство». С 1953, со дня основания архитектурно-строительного факультета, работал в Челябинском политехническом институте. С 1966 — заведующий кафедрой строительной механики Южно-Уральского госуниверситета (Челябинск); в 1965—1968 — декан инженерно-строительного факультета, в 1978—1983 — проректор по научной работе.
Скончался 26 апреля 2020 года. Похоронен на Успенском кладбище Челябинска.

## Научная деятельность
Кандидат технических наук (1961). Доктор технических наук (1976), профессор (1977). Действительный член РААСН (1993).
Его научные разработки использовались при составлении ряда нормативных документов Госстроя СССР, для расчётов фундаментов гостиниц «Националь», «Будапешт» и «Белград» (Москва), выставочного зала СХ России, магазина «Школьник» (Челябинск) и др.
Был членом президиума национального комитета Международного общества по механике грунтов и фундаментостроению (ИССМФЕ) (1970) и членом международного комитета «Numerical methods in Geomechanics» (Численные методы в геомеханике) (1979).

## Награды
- орден «Знак Почёта» (1981)
- Государственная премия СССР (1987)
- Заслуженный деятель науки и техники РСФСР (1991)
- Почётная грамота Правительства Российской Федерации (20 октября 1998) — за большой личный вклад в подготовку научных кадров и многолетний добросовестный труд
- Почётный строитель России (1999)
- Почётный гражданин Челябинска (2000).

## Комментарии
1. ↑  Деревня Большой Миклянур, относившаяся к Пижанской волости Яранского уезда, в последующем входила в состав Соломинского сельсовета Пижанского района Кировской области; упразднена 7.02.2001[3].